# Vierdaagse de Nimega

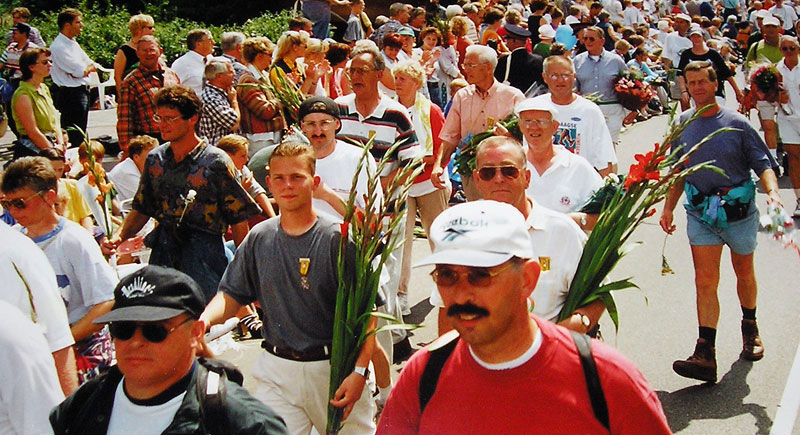
La llegada de la vierdaagse.

Vierdaagse es un sustantivo/adjetivo neerlandés que significa compuesto de cuatro días, de forma análoga al español quincena para designar un periodo de quince días.
La Vierdaagse de Nimega u, oficialmente, la Cuádruple Marcha Internacional de Nimega es un evento que se celebra cada año, y comienza siempre el tercer martes de julio. Es el mayor acontecimiento mundial en lo que a marchas se refiere, y es organizado por la KNBLO. Los participantes recorren marchas de 30, 40 o 50 kilómetros (a elección) cada uno de los cuatro días.

## Los cuatro días
El día de Elst
La primera de las cuatro marchas transcurre por el Betuwe, al norte de Nimega. Al inicio y al final de la marcha se cruza el famoso puente sobre el río Waal.
El día de Wijchen
Durante la segunda marcha se visitan Wijchen y Beuningen, dos poblaciones al oeste de Nimega. Esta marcha es una auténtica criba en la que se retira la mayoría de los participantes que no se han entrenado.
El día de Groesbeek
El tercer día transcurre por una ruta con varias colinas (una auténtica curiosidad en Holanda), con el conocido Zevenheuvelenweg (Paseo de las Siete Colinas) como punto álgido. La ruta recorre una extensa zona al sur de Nimega, pero se mantiene en la margen derecha del Mosa.
El día de Cuijk
La ruta del cuarto y último día también transcurre al sur de Nimega, pero en este caso por la margen izquierda del Maas. Los caminantes que recorren la marcha de 40 km, después de cruzar el Mosa a la altura de Heumen, llegan a la pequeña villa de Linden, que se adorna cada año para los participantes con algún tema concreto. Los participantes de la marcha de 50 km aún han de recorrer un lazo pasando por el puente y la villa de Grave, y por Gassel, para llegar, con los participantes de la marcha de 40 km, a Beers (prov. de Brabante Septentrional. A continuación se pasa por Cuijk, y se cruza el Mosa por un puente de pontones. Al llegar a Nimega, los participantes desfilan por la conocida Sint Annastraat (calle Santa Ana), que para la ocasión se rebautiza como Via Gladiola. Allí son recibidos por multitud de espectadores. A continuación reciben su bien merecido galardón.

## Las Fiestas
Nijmegen celebra 7 días de fiestas durante la Vierdaagse, y recibe a diario la visita de más de un millón de personas.

## Galardones

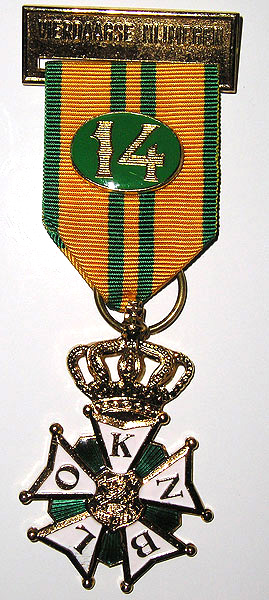
Cruz de oro.

La Vierdaagse otorga cuatro premios diferentes:
- La Cruz de la Vierdaagse
- La Medalla de Grupo
- La Medalla de Cuidados
- El diploma (eliminado a partir de 2006)

Individuos que han recorrido diez o más veces las marchas reglamentarias, reciben la membresía de la sociedad Gouden Kruisdragers Vierdaagse (Portadores de la Cruz de Oro de la Vierdaagse).

## Historia
En 1909 se celebra la primera vierdaagse. Los participantes pueden tomar parte en 13 ciudades diferentes. Al año siguiente se decidió que la vierdaagse se celebrase en una única ciudad. A partir de 1925 la ciudad organizadora será siempre Nimega. En 1928 se permite la participación a extranjeros por primera vez.
La 90.ª edición estaba programada del 18 de julio al 21 de julio de 2006. Sin embargo, el primer día del evento unas 300 personas tuvieron síntomas de agotamiento debido a las altas temperaturas, 30 fueron hospitalizadas y dos personas murieron. Como consecuencia, la organización decidió cancelar el resto del evento.